# Antiochia am Kragos
Koordinaten: 36° 9′ 26,1″ N, 32° 24′ 57,7″ O

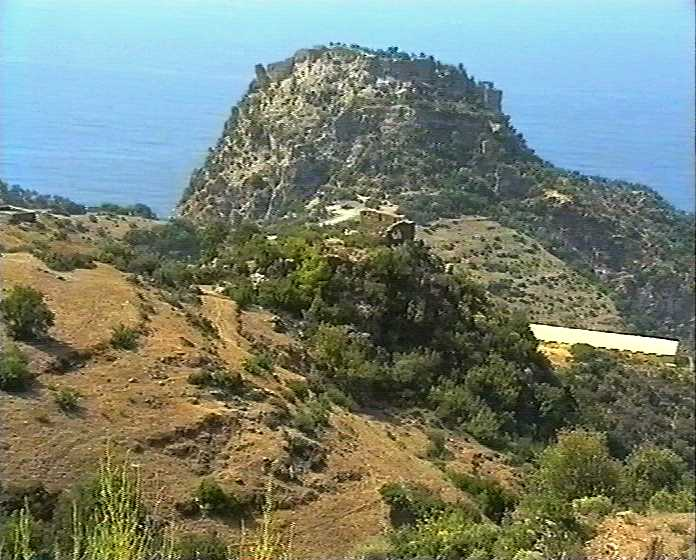
Burgberg von Antiochia ad Cragum

Antiochia am Kragos (griech. Ἀντιόχεια ἐπὶ Κράγῳ, lat. Antiocheia ad Cragum) war eine antike Stadt im Rauen Kilikien (Kilikia Tracheia) an der Südküste Kleinasiens, 20 km südöstlich von Selinus, dem heutigen Gazipaşa in der türkischen Provinz Antalya, beim heutigen Dorf Güneyköy.
Gegründet wurde sie wahrscheinlich Mitte des 1. Jahrhunderts n. Chr. von König Antiochos IV. von Kommagene (38–72 n. Chr.), nachdem Claudius ihm 41 n. Chr. die Kontrolle über das Raue Kilikien anvertraut hatte. Seit 72 n. Chr. gehörte sie zur neuen römischen Provinz Cilicia, vom Anfang des 4. Jahrhunderts bis ins 7. Jahrhundert zur Provinz Isauria.
Das Zentrum der Stadt mit einer Säulenstraße, Agora, Thermen, Tempeln und Kirchen liegt hoch am Hang über dem Meer, umgeben von ausgedehnten Nekropolen. Nahm man lange an, die Stadt sei eher unbedeutend und nur oberflächlich romanisiert gewesen, so mehren sich in den letzten Jahren die Anzeichen dafür, dass Antiochia wichtiger und reicher war als vermutet. Im Jahr 2012 legten Archäologen der University of Nebraska hier zum Beispiel ein etwa 150 Quadratmeter großes Mosaik aus der Zeit um 300 n. Chr. frei.